# Allen Edmonds
Allen Edmonds ist ein US-amerikanischer Schuhproduzent und -händler mit Firmensitz in Port Washington.

## Geschichte
Das Unternehmen wurde im Jahr 1922 in Belgium, Wisconsin gegründet. Es hat 32 Verkaufsstellen in 17 Staaten der USA und produziert hier den Großteil der Schuhe, obgleich Italien und die Dominikanische Republik ebenfalls als Produktionsstandorte genutzt werden. Das Unternehmen zählt mit E. Vogel, Oliver Moore Bootmakers, Alden, Johnston & Murphy, Rancourt & Company und Esquivel zu den sieben US-amerikanischen Schuhunternehmen, die Herrenschuhwerk noch im Inland fertigen, und bringt mehrere Herrenkollektionen für Business-Schuhe, Business-Casual-Schuhe, Casual-and-Golf-Schuhe heraus.
Im Jahr 2006 wurden 90 % der Anteile des Unternehmens von der Investmentgesellschaft Hawn Johnson & Morrison für 100 Millionen US-Dollar gekauft. Im Jahr 2013 wurde das Unternehmen von der Beteiligungsgesellschaft Brentwood Associates erworben.

## Marke
Allen Edmonds verschaffte sich als Schuhausstatter der U.S. Army und U.S. Navy während des Zweiten Weltkriegs eine große Kundschaft, die Privat, über den Krieg hinaus, weiter Kunde blieb.
Das Unternehmen bietet Reparaturservice, gegen Gebühr den Ersatz von Sohle und Absatz, die Wiederaufbereitung der Korkbasis, Leisten und des Finish.
Die Horween Leather Company beliefert das Unternehmen mit Leder für das Schuhwerk.

## Amerikanische Herstellung

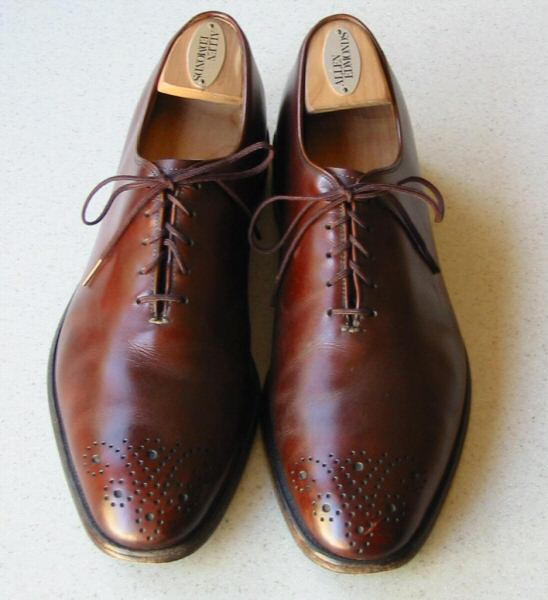
Ein paar Oxford-Schuhe von Allen Edmonds

98,5 % der verkauften Schuhe in den Vereinigten Staaten werden außerhalb der Staatengrenzen produziert. Allen Edmonds gehört zu der Minderheit der Schuhproduzenten und Unternehmen, die ihre Schuhe im Inland herstellen. John Stollenwerk, vormals Eigentümer und Vorsitzender der Allen Edmonds Shoe Corporation, legte per Verpflichtung fest, die Herstellung der Firma im Inland zu belassen. Im Jahr 2003 investierte das Unternehmen 1 Million US-Dollar, bzw. 1,1 % der eigenen Verkäufe in eine Umrüstung der Herstellungsabteilung, um dadurch 5 % der Herstellungskosten eines jeden Schuhs einzusparen. Das Unternehmen hat Herstellungsstationen durch in Gruppen Arbeitende ersetzt, wodurch jeder Angestellte mehrere Fertigungsschritte durcharbeitet.
Das neue Arbeitssystem reduzierte Überstunden, erleichterte die Vertretung von fehlenden Angestellten, minderte die Fehlerquote und verkürzte die Herstellungszeit, die sich aus den Wechseln der Angestellten an der Bearbeitung eines Schuhs ergaben.

## Arbeitsleitlinien
Das Unternehmen soll seine Angestellten gut bezahlen, was ihm einen Wettbewerbsnachteil auf dem Markt bringt. Löhne, Zuschüsse, staatliche Anordnungen des Arbeitsmarktes, Steuern, Krankenversicherungskosten und die Kosten der Wertpapierauslagen sind gesonderte Verbindlichkeiten, die durch eine Auslagerung der Produktion außerhalb der Vereinigten Staaten, in ein Entwicklungsland sinken würden. John Stollenwerk erkannte durch eine Herstellungsauslagerung nach China eine um 60 % verbesserte Wirtschaftslage des Unternehmens, äußerte jedoch Bedenken, dieser Schritt könne zu einem Einbruch in der Qualität führen. Er bemerkte und bedachte der Schwierigkeiten durch Globalisierung hervorgerufener sozialer Auswirkungen, die in den Vereinigten Staaten zu geringen Löhnen, Insolvenz und Unternehmensschließungen führen.

## Herstellung in der dominikanischen Republik
Steigender Herstellungskosten wegen in Sorge, im Markt um handgefertigte Produktionen nicht wettbewerbsfähig zu bleiben, entschied sich das Unternehmen für eine Produktionsreduzierung am Standort Lewiston, Maine im Jahr 2006 und verlegte Teile der Produktion in eine neue unternehmenseigene Fabrik in die Dominikanische Republik. Teile der handgenähten Kollektion werden aus den Vereinigten Staaten dort zusammengenäht und erneut in eine Fabrik in Port Washington, Wisconsin, zur Endfertigung geliefert. Dieser Schritt legitimiert, dass sie ihre Produkte weiterhin als „Made in the USA“ betrachten. Andererseits sind Schuhe bzw. Teile der Kollektion komplett in der Dominikanischen Republik gefertigt und werden mit dem Hinweis „Made in the Dominican Republic“ verkauft. Die dortige Fabrik wird auch genutzt, um Teile der Goodyear welted Schuh-Kollektion weiter zu verarbeiten und im Anschluss diese zusammengeschnittenen und genähten Schuhoberteile in Port Washington besohlt und endgefertigt werden.